# Prionospio paradisea
Prionospio paradisea är en ringmaskart som beskrevs av Imajima 1990. Prionospio paradisea ingår i släktet Prionospio och familjen Spionidae. Inga underarter finns listade i Catalogue of Life.